# Waldhausener Straße 108 (Mönchengladbach)

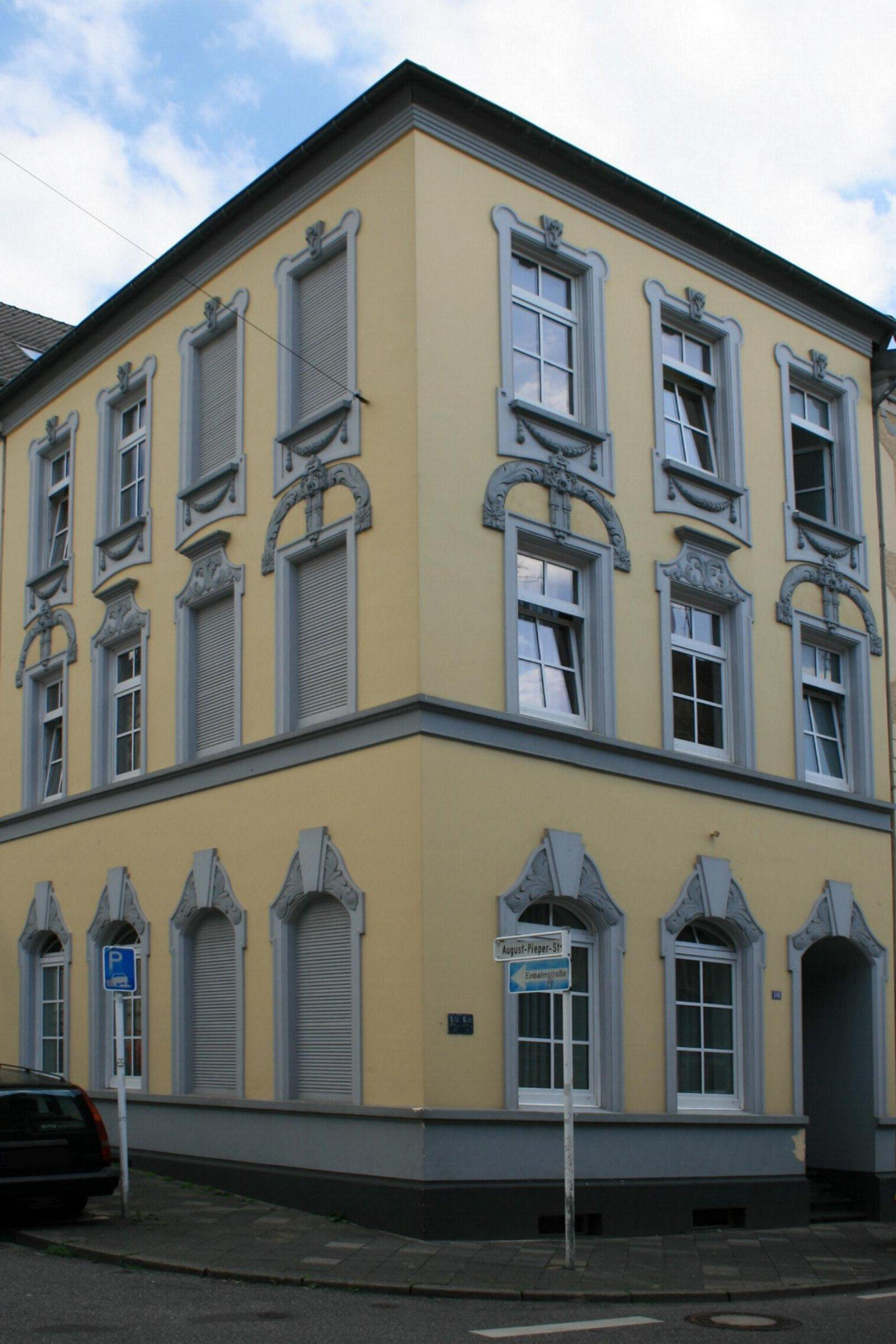
Wohnhaus (2010)

Das Wohnhaus Waldhausener Straße 108 steht im Stadtteil Gladbach in Mönchengladbach (Nordrhein-Westfalen).
Das Gebäude wurde 1890 erbaut und unter Nr. W 008 am 4. Dezember 1984 in die Denkmalliste der Stadt Mönchengladbach eingetragen.

## Lage
In der westlichen Oberstadt steht der dreigeschossige Putzbau als Eckbebauung zur Waldhausener- und August-Pieper-Straße mit zwei Fassadenansichten in gleichem, nur im Detail abweichenden Gliederungs- und Dekorsystem. 

## Architektur
Horizontale Betonung des Baukörpers durch abgesetzten Kellersockel, Sohlbank- bzw. Stockwerk- und Traufgesims. Als Haupt- und Eingangsfront in der Form eines Dreifensterhauses ausgebildet ist die der Waldhausener Straße zugewandte Hausseite. Die Gleichförmigkeit der Fassadengliederung wird nur unterbrochen durch eine zurückhaltende Betonung der beiden Außenachsen mittels gestalterisch herausgehobener Fenstereinfassungen. 
Die in regelmäßigen Achsabständen angeordneten Fenster sind gleichförmig hochrechteckig ausgebildet und von geschossweise differierender Rahmung in fein modellierter Jugendstilornamentik. Die Fenster des Erdgeschosses sind wie der tief eingeschnittene, rechtsseitige Hauseingang mit einer profilierten Rahmung und flach aufgelegter Bekrönungsornamentik (Akanthusblätter) gefasst, die eine überdimensionierte Schlusssteinimitation besetzt. Reicher geschmückt sind die Fenster des ersten Obergeschosses. Bei gleicher Profilrahmung ist der vegetabilisch formulierte Bekrönungsschmuck des mittleren Fensters plastisch hervorgehoben und mit einem Gebälk abgeschlossen. Die beiden äußeren Fenster setzen sich durch eine korbbogige Verdachung in Form einer Rankengirlande ab, die mittig durch und herabhängende Bänder zusätzliche Akzente setzt. 
Mit einer modifizierten Rahmenblende, die sich als festongefüllte Brüstungsbetonung fortsetzt und die ein mit stilisiertem Rankenwerk ornamentierter Schlussstein schmückt, sind die Fensteröffnungen des zweiten Obergeschosses ausgezeichnet. Die Fassade zur August-Pieper-Straße ist in vier Achsen angelegt und dem gleichen Gliederungs- und Gestaltungsschema wie das linke Nachbarhaus Nr. 2 verpflichtet. Fensteröffnungen in Form und Gestaltung analog denen des Nachbarhauses als auch denen der Eingangsfront, wobei die jeweils beiden rechten Fenster als Blindfenster mit waagerechten Kanneluren -Jalousieimitation- formuliert wurden. Als schlichtes Holzkastengesims mit Vorhängerinne ist das durch ein breites Putzband in Fugengliederung abgesetzte Traufgesims ausgebildet. Eine Kombination aus Walm-/Satteldach schließt das Gebäude ab.
Die Unterschutzstellung erfolgt aus städtebaulichen und architekturhistorischen Gründen.